# Systoechus candidulus
Systoechus candidulus är en tvåvingeart som beskrevs av Friedrich Hermann Loew 1863. Systoechus candidulus ingår i släktet Systoechus och familjen svävflugor. Inga underarter finns listade i Catalogue of Life.